# Roosendaal en Nispen
Roosendaal en Nispen est une ancienne commune néerlandaise de la province du Brabant-Septentrional.
La commune avait une superficie de 57,66 km² et comptait à sa suppression 63 844 habitants. Elle était composée de la ville de Roosendaal et du village de Nispen.
Le 1er janvier 1997 Roosendaal en Nispen fusionne avec la commune de Wouw, pour former la nouvelle commune de Roosendaal.